# Liste der denkmalgeschützten Objekte in Nassereith
Die Liste der denkmalgeschützten Objekte in Nassereith enthält die 24 denkmalgeschützten, unbeweglichen Objekte der Tiroler Gemeinde Nassereith.

## Denkmäler
| Foto |                 | Denkmal                                                                                        | Standort                                               | Beschreibung | Metadaten |
| ---- | --------------- | ---------------------------------------------------------------------------------------------- | ------------------------------------------------------ | --- | --- |
| ja   | Datei hochladen | Schönherr-Kapelle HERIS-ID: 4928 Objekt-ID: 786 TKK: 21148                                     | gegenüber Badergasse 244a Standort KG: Nassereith      | Die Schönherr-Kapelle stammt vom Anfang des 19. Jahrhunderts. | BDA-Hist.: Q38111456 Status: § 2a Stand der BDA-Liste: 2025-06-30 Name: Schönherr-Kapelle GstNr.: 2857/5 Schönherr-Kapelle (Nassereith)                                                        |
| ja   | Datei hochladen | Georgskapelle am Jörgenbichl HERIS-ID: 4930 Objekt-ID: 788 TKK: 21139                          | östlich Dormitz 338b Standort KG: Nassereith           | Die Kapelle wurde 1651 als Pestkapelle errichtet. Der einjochige Mauerbau hat einen geraden Chorschluss und ein steiles Satteldach. An der westlichen Eingangsfassade befindet sich ein von zwei Rundfenstern flankiertes Spitzbogenportal, darüber ein Oculus und ein eingelassener Stein mit Bauinschrift von 1651. Die traufseitigen spitzbogigen Fenster wurden um 1965 durch Betonglasfenster von Théo Kerg ersetzt. Das Innere weist ein Kreuzgewölbe mit Schlussstein auf. | BDA-Hist.: Q38112014 Status: § 2a Stand der BDA-Liste: 2025-06-30 Name: Georgskapelle am Jörgenbichl GstNr.: 2432/308 Georgskapelle (Nassereith)                                               |
| ja   | Datei hochladen | Bauernhof, Römerhof HERIS-ID: 4945 Objekt-ID: 803 TKK: 21166                                   | Dormitz 347 Standort KG: Nassereith                    | Einhof mit zweigeschoßigem, gemauerten Mittelflurhaus. Das Haus besitzt ein Steinportal, einen gewölbten Flur sowie verschalte und verputzte Giebel. | BDA-Hist.: Q38116450 Status: Bescheid Stand der BDA-Liste: 2025-06-30 Name: Bauernhof, Römerhof GstNr.: 1482/1 Römerhof (Dormitz)                                                              |
| ja   | Datei hochladen | Nikolausbrunnen HERIS-ID: 4944 Objekt-ID: 802 TKK: 21197                                       | vor Dormitz 347 Standort KG: Nassereith                | Der Brunnen wurde Ende des 18. Jahrhunderts errichtet, die Statue stellt den hl. Nikolaus dar. | BDA-Hist.: Q38116123 Status: § 2a Stand der BDA-Liste: 2025-06-30 Name: Nikolausbrunnen GstNr.: 2880/1 Nikolausbrunnen (Nassereith)                                                            |
| ja   | Datei hochladen | Wallfahrtskirche hl. Nikolaus und Friedhof in Dormitz HERIS-ID: 4941 Objekt-ID: 799 TKK: 21129 | bei Dormitz 348 Standort KG: Nassereith                | Ein Bau aus dem 13./14. Jahrhundert wurde in der zweiten Hälfte des 15. Jahrhunderts durch den heutigen spätgotischen Bau ersetzt. Dieser wurde 1726–1746 barockisiert und um ein Joch nach Westen verlängert. Seit dem 15. Jahrhundert ist eine Madonna mit Kind Ziel einer Wallfahrt. Die Kirche besteht aus einem vierjochigen Langhaus mit steilem Satteldach und Spitzbogenfenstern, einem polygonal schließenden Chor und einem Turm mit Spitzhelm. An der barocken Eingangsfassade im Westen mit geschweiften Giebel befindet sich das spätgotische Spitzbogenportal, in der Figurennische darüber steht eine Statue des hl. Nikolaus aufgestellt. Das runde Mosaik Maria mit Kind im Giebel wurde 1902 von Josef Pfefferle geschaffen. Innen wird das einschiffige Langhaus durch einen hohen, gerundeten Triumphbogen vom Chor getrennt. Langhaus und Chor weisen ein gotisches Stichkappengewölbe auf, das bei der Barockisierung mit Bandlwerkstuck und Fresken versehen wurde. Die gotischen Wandpfeiler wurden durch Pilaster mit Stuckkapitellen verkleidet. Die Fresken schuf Josef Jais im Jahr 1746. Am barocken Hochaltar befindet sich das Gnadenbild, eine spätgotische Muttergottes mit Kind aus dem 15. Jahrhundert, die von einem Strahlenkranz und Engeln umgeben ist. Flankiert wird der Altar von Statuen der hll. Nikolaus und Jakobus. Die Seitenaltäre haben Bilder von Josef Arnold dem Älteren aus der Zeit um 1860. | BDA-Hist.: Q38115130 Status: § 2a Stand der BDA-Liste: 2025-06-30 Name: Wallfahrtskirche hl. Nikolaus und Friedhof in Dormitz GstNr.: .160, 1453 St. Nikolaus (Dormitz)                        |
| ja   | Datei hochladen | Friedhofskapelle in Dormitz HERIS-ID: 4942 Objekt-ID: 800 TKK: 21130                           | Dormitz 369a, in der Nähe Standort KG: Nassereith      | Die Totenkapelle wurde vermutlich zeitgleich mit der Wallfahrtskirche in der zweiten Hälfte des 15. Jahrhunderts erbaut und um die Mitte des 18. Jahrhunderts barockisiert. Der zweijochige Mauerbau mit dreiseitigem Chorschluss hat ein schindelgedecktes Satteldach. An der Südfassade befinden sich ein rundbogiges Portal, zwei seitliche Fensteröffnungen und ein Oculus. Das Innere wird von einer Stichkappentonne über flachen Pilastern überwölbt. | BDA-Hist.: Q38115407 Status: § 2a Stand der BDA-Liste: 2025-06-30 Name: Friedhofskapelle in Dormitz GstNr.: 1453 Friedhofskapelle Dormitz                                                      |
| ja   | Datei hochladen | 14-Nothelfer-Kapelle/Fernpasskapelle HERIS-ID: 4954 Objekt-ID: 812 TKK: 21164                  | Fernpaß 481 Standort KG: Nassereith                    | Die Fernpasskapelle, auch Neue Nothelferkapelle, wurde um 1780 an der neuen Fernpassstraße errichtet. Die Deckenmalerei stammt von Josef Degenhart und datiert um 1790. Der in der Art eines Lebensbaumes ausgeführte und mit Büsten der vierzehn Nothelfer ausgestattete Altar von 1661 wird Michael Lechleitner zugeschrieben. | BDA-Hist.: Q38118991 Status: Bescheid Stand der BDA-Liste: 2025-06-30 Name: 14-Nothelfer-Kapelle/Fernpasskapelle GstNr.: .207                                                                  |
| ja   | Datei hochladen | Fernsteinkapelle HERIS-ID: 4946 Objekt-ID: 804 TKK: 21163                                      | bei Fernstein 474 Standort KG: Nassereith              | Die Fernsteinkapelle, auch Alte Nothelferkapelle, ist liegt südlich der Klause Fernstein. Sie stammt aus dem 16. Jahrhundert, ist mit 1544 und 1594 bezeichnet. Sie wird einem Meister Heinrich zugeschrieben. | BDA-Hist.: Q38116653 Status: § 2a Stand der BDA-Liste: 2025-06-30 Name: Fernsteinkapelle GstNr.: .199/1 Fernsteinkapelle, Nassereith                                                           |
| ja   | Datei hochladen | ehem. Schreiberhaus und ehem. Zollhaus HERIS-ID: 4948 Objekt-ID: 806 TKK: 20486, 20485         | Fernstein 476 Standort KG: Nassereith                  | Um 1900 verändertes Gebäude aus dem 16. Jahrhundert nahe dem Klausengebäude | BDA-Hist.: Q38117279 Status: Bescheid Stand der BDA-Liste: 2025-06-30 Name: ehem. Schreiberhaus und ehem. Zollhaus GstNr.: .197, .198, 2675 Zollhaus/Mauthaus, Schreiberhaus Schloss Fernstein |
| ja   | Datei hochladen | Schloss Fernstein/Klause Fernstein HERIS-ID: 4947 Objekt-ID: 805 TKK: 21202                    | Fernstein 477 Standort KG: Nassereith                  | 1288 erstmals erwähnte Zollstation, bestehendes Gebäude von 1460/70 | BDA-Hist.: Q64512558 Status: Bescheid Stand der BDA-Liste: 2025-06-30 Name: Schloss Fernstein/Klause Fernstein GstNr.: .200 Schloss Fernstein                                                  |
| ja   | Datei hochladen | Straßenbrücke, Fernsteinseebrücke HERIS-ID: 4951 Objekt-ID: 809 TKK: 21200                     | bei Fernstein 478 Standort KG: Nassereith              | Die Brücke der Fernpassstraße am Fernsteinsee wurde 1854 erbaut. Die 21 m lange Brücke besteht aus zwei gemauerten Bögen mit je 9,5 m Breite und einem massiven Mittelpfeiler. 1996 wurde die Brücke saniert und die Fahrbahn durch Aufsetzen einer Stahlbetonplatte auf das Gewölbe verbreitert. | BDA-Hist.: Q38117868 Status: § 2a Stand der BDA-Liste: 2025-06-30 Name: Straßenbrücke, Fernsteinseebrücke GstNr.: 2923, 2904/1, 2905 Fernsteinseebrücke, Nassereith                            |
| ja   | Datei hochladen | Dreikönigskapelle bei Schießbühel HERIS-ID: 4926 Objekt-ID: 784 TKK: 21144                     | bei Ing.-Kastner-Straße 181a Standort KG: Nassereith   | Kapelle an der Straße nach Tarrenz aus dem 19. Jahrhundert, gerader Schluss, Vorlaube mit Arkaden und einem Dachreiter. Die Kapelle weist auch eine Pilastergliederung auf, dazwischen sind rundbogige Blendfelder mit Halbkreisfenstern gesetzt. Innen befindet sich ein Kreuzgratgewölbe mit rundschließendem Chor. | BDA-Hist.: Q38110737 Status: § 2a Stand der BDA-Liste: 2025-06-30 Name: Dreikönigskapelle bei Schießbühel GstNr.: .224 Dreikönigskapelle (Nassereith)                                          |
| ja   | Datei hochladen | Ansitz Sterzinger/Altersheim HERIS-ID: 4922 Objekt-ID: 780 TKK: 21167                          | Karl-Mayr-Straße 12 Standort KG: Nassereith            | Dreigeschoßiges Gebäude mit Krüppelwalmdach und Stuck aus dem 17. Jahrhundert im Obergeschoßgang. An der Stirnseite befindet sich ein Rundbogenportal, darüber ein Breiterker. | BDA-Hist.: Q38109525 Status: § 2a Stand der BDA-Liste: 2025-06-30 Name: Ansitz Sterzinger/Altersheim GstNr.: 3 Altersheim Nassereith                                                           |
| ja   | Datei hochladen | Maibrunnen HERIS-ID: 4936 Objekt-ID: 794 TKK: 21189                                            | gegenüber Kranewitterplatz 151 Standort KG: Nassereith | Der Laufbrunnen auf dem Dorfplatz besteht aus einem achteckigen, steinernen Brunnentrog und einer runden Brunnensäule mit einer Holzskulptur Maria mit Kind unter einer geschwungenen Blechverdachung. 1846/47 wurde eine Säule errichtet, deren ursprüngliche Marienstatue 1865 durch eine heute verschollene Immaculata-Figur von Ignaz Falbesoner ersetzt wurde. Nach mehreren Beschädigungen durch Brand und Witterung wurde 1953 die heutige Madonnenfigur von Franz Josef Kranewitter aufgestellt. | BDA-Hist.: Q38113197 Status: § 2a Stand der BDA-Liste: 2025-06-30 Name: Maibrunnen GstNr.: 2851 Maibrunnen (Nassereith)                                                                        |
| ja   | Datei hochladen | Nischen-/Kapellenbildstock HERIS-ID: 4927 Objekt-ID: 785 TKK: 21140                            | gegenüber Postplatz 29 Standort KG: Nassereith         | Der Bildstock auf dem Postplatz, auch Salzstadelkapelle genannt, stammt vom Anfang des 19. Jahrhunderts. | BDA-Hist.: Q38111058 Status: § 2a Stand der BDA-Liste: 2025-06-30 Name: Nischen-/Kapellenbildstock GstNr.: .13/1 Salzstadelkapelle (Nassereith)                                                |
| ja   | Datei hochladen | Wegkapelle beim Schießbühel HERIS-ID: 4929 Objekt-ID: 787 TKK: 21138                           | östlich Sachsengasse 86a Standort KG: Nassereith       | Die gemauerte Wegkapelle mit dreiseitig schließendem Chor und steilem, schindelgedecktem Satteldach am Weg zwischen Nassereith und Dormitz stammt aus dem Ende 17. Jahrhunderts. Im Südwesten befindet sich ein abgefaster Rundbogeneingang. Der Innenraum ist mit einem Kreuzgewölbe versehen, der Chorraum ist durch einen Triumphbogen abgetrennt. | BDA-Hist.: Q38111757 Status: § 2a Stand der BDA-Liste: 2025-06-30 Name: Wegkapelle beim Schießbühel GstNr.: .225 Wegkapelle beim Schießbühel (Nassereith)                                      |
| ja   | Datei hochladen | Widum HERIS-ID: 4955 Objekt-ID: 813 TKK: 21137                                                 | Schulgasse 38 Standort KG: Nassereith                  | Der zweigeschoßige Mauerbau mit Satteldach und einfacher Putzgliederung an den Maueröffnungen wurde um 1700 errichtet. Er ist giebelseitig von Westen über einen Mittelflur erschlossen, der Zugang erfolgt über eine gemauerte Freitreppe, darüber ist in der Mittelachse ein kleiner Söller vorgelagert. Im Inneren haben sich ein kreuzgewölbter Hausgang und Stuckverzierungen an den Decken erhalten. | BDA-Hist.: Q38119309 Status: § 2a Stand der BDA-Liste: 2025-06-30 Name: Widum GstNr.: .28 Widum (Nassereith)                                                                                   |
| ja   | Datei hochladen | Kath. Pfarrkirche Hl. Dreikönig HERIS-ID: 4921 Objekt-ID: 779 TKK: 21128                       | Schulgasse 38a Standort KG: Nassereith                 | 1846/47 nach Plänen von Josef Falbesoner neu errichteter historistischer Kirchenbau mit barockem Nordturm. | BDA-Hist.: Q20191162 Status: § 2a Stand der BDA-Liste: 2025-06-30 Name: Kath. Pfarrkirche Hl. Dreikönig GstNr.: .27 Pfarrkirche Nassereith                                                     |
| ja   | Datei hochladen | Nepomukbrunnen HERIS-ID: 4939 Objekt-ID: 797 TKK: 21191                                        | Standort KG: Nassereith                                | Der Laufbrunnen stammt aus der 2. Hälfte des 18. Jahrhunderts. Die Brunnenfigur wird Martin Falbesoner zugeschrieben. | BDA-Hist.: Q38114473 Status: § 2a Stand der BDA-Liste: 2025-06-30 Name: Nepomukbrunnen GstNr.: 2853/1 Nepomukbrunnen (Nassereith)                                                              |
| ja   | Datei hochladen | Sebastiansbrunnen HERIS-ID: 4940 Objekt-ID: 798 TKK: 21187                                     | Standort KG: Nassereith                                | Der Laufbrunnen ist mit 1884 bezeichnet. | BDA-Hist.: Q38114771 Status: § 2a Stand der BDA-Liste: 2025-06-30 Name: Sebastiansbrunnen GstNr.: 2839 Sebastiansbrunnen (Nassereith)                                                          |
| ja   | Datei hochladen | Kriegerdenkmal in Dormitz HERIS-ID: 4943 Objekt-ID: 801 TKK: 21131                             | Standort KG: Nassereith                                | Die Kriegergedächtniskapelle wurde um 1967 nach einem Entwurf von Ernst Meissl errichtet. Das Kruzifix stammt von Franz Josef Kranewitter aus dem Jahr 1949. | BDA-Hist.: Q38115611 Status: § 2a Stand der BDA-Liste: 2025-06-30 Name: Kriegerdenkmal in Dormitz GstNr.: 1456 Kriegerdenkmal (Nassereith)                                                     |
| ja   | Datei hochladen | Straßenbrücke, Alte Fernsteiner Brücke HERIS-ID: 4950 Objekt-ID: 808 TKK: 21201                | Fernstein 476, in der Nähe Standort KG: Nassereith     | Die Steinbogenbrücke über die Klausenbachschlucht wurde vor 1543 errichtet und war bis zur Neutrassierung der Fernpassstraße 1856 im Gebrauch. Sie quert die Schlucht in leichtem Schwung, der Bogen hat eine Höhe von 15 m und eine lichte Weite von 12 m. Die Rampen und Widerlager sind durch erneuerte Substruktionen gestützt, am östlichen Widerlager befindet sich ein Entlastungsbogen. Am südlichen Bogenscheitel ist eine Reliefplatte mit dem österreichischen Bindenschild eingelassen. | BDA-Hist.: Q38117673 Status: Bescheid Stand der BDA-Liste: 2025-06-30 Name: Straßenbrücke, Alte Fernsteiner Brücke GstNr.: 2911 Alte Fernsteiner Brücke, Nassereith                            |
| ja   | Datei hochladen | Burgruine Fernstein HERIS-ID: 4952 Objekt-ID: 810 TKK: 115656                                  | Fernstein 476, in der Nähe Standort KG: Nassereith     | Der Turm auf einem schmalen Felssporn ist der älteste Teil der Burg Fernstein, sein Mauerwerk wird in das ausgehende 13. Jahrhundert datiert. Die nördliche, bergseitige Wand ist verstärkt und um ein Geschoß höher gezogen. In ihr befanden sich ehemals drei Kragsteine für ein sich auf das zweite Geschoß der Südwand absenkendes Pultdach. Der heutige Eingang in der der Südwand mit geradem Sturz wurde im Spätmittelalter ausgebrochen. Im ersten Obergeschoß auf der Südseite liegt der alte hochgelegene Zugang, der im unteren Teil vermauert ist und ehemals von einer Tuffrahmung umgeben war. In der Ostwand des Erdgeschoßes befinden sich zwei einfache Lichtschlitze mit geradem Sturz aus der Bauzeit. | BDA-Hist.: Q1011694 Status: Bescheid Stand der BDA-Liste: 2025-06-30 Name: Burgruine Fernstein GstNr.: 2733/2, 2733/3 Ruine Fernstein                                                          |
| ja   | Datei hochladen | Burgruine Sigmundsburg HERIS-ID: 4953 Objekt-ID: 811 TKK: 21203                                | Fernstein 478, östlich Standort KG: Nassereith         | Herzog Sigmund der Münzreiche ließ auf einer Insel im Fernsteinsee das Jagd- und Lustschloss errichten, das 1462 im Wesentlichen vollendet war. Ab etwa 1500 begann das Schloss zu verfallen, im 19. Jahrhundert wurde es als Steinbruch benutzt. Heute sind nur noch Ruinen vorhanden. Das Schloss war ein rechteckiger, dreigeschoßiger Bau mit Walmdach und runden Türmen an den Ecken. Im Osten war eine zweigeschoßige, nie ganz vollendete Kapelle angebaut. | BDA-Hist.: Q2175436 Status: Bescheid Stand der BDA-Liste: 2025-06-30 Name: Burgruine Sigmundsburg GstNr.: 2684 Sigmundsburg im Fernsteinsee                                                    |